# The Next Day (canção)
"The Next Day" é uma canção do músico britânico David Bowie, lançada como single do álbum The Next Day. A faixa causou controvérsia devido à aparente zombaria de temas cristãos.

## Faixas
- David Bowie - vocais, guitarra principal
- David Torn - guitarra
- Gerry Leonard - guitarra
- Gail Ann Dorsey - baixo, vocais de apoio
- Tony Visconti - arranjos de corda
- Zachary Alford[4] - bateria